# Fondation Pilar-et-Joan-Miró
La Fondation Pilar et Joan Miró  (en catalan Fundació Pilar i Joan Miró) est un musée d’art plastique situé à Palma de Majorque. Il fut créé à l’initiative du peintre catalan Joan Miró (1893-1983) et de son épouse Pilar, afin de doter la ville d’un centre culturel et artistique. Les fonds du musées incluent une importante collection de près de 6000 œuvres de l’artiste, dont des peintures, des sculptures, des dessins, des ébauches et d’autres documents.
Le complexe est situé à côté de Son Abrines qui fut la résidence privée de Miró dès 1956 où se trouve  un primer atelier, ‘’Son Boter’’, adapté à une maison traditionnelle, et son second atelier, bien plus grand construit par l’architecte Josep Lluís Sert, ami personnel du peintre. Autour, dans les jardins sont exposées diverses sculptures et fresques. En 1992, un nouvel bâtiment fut ajouté, l’Edifice Moneo, œuvre de Rafael Moneo, pour abriter les services administratifs et de faire une rotation des œuvres du peintre. La fondation organise également des expositions temporelles avant-gardistes 

## Édifice

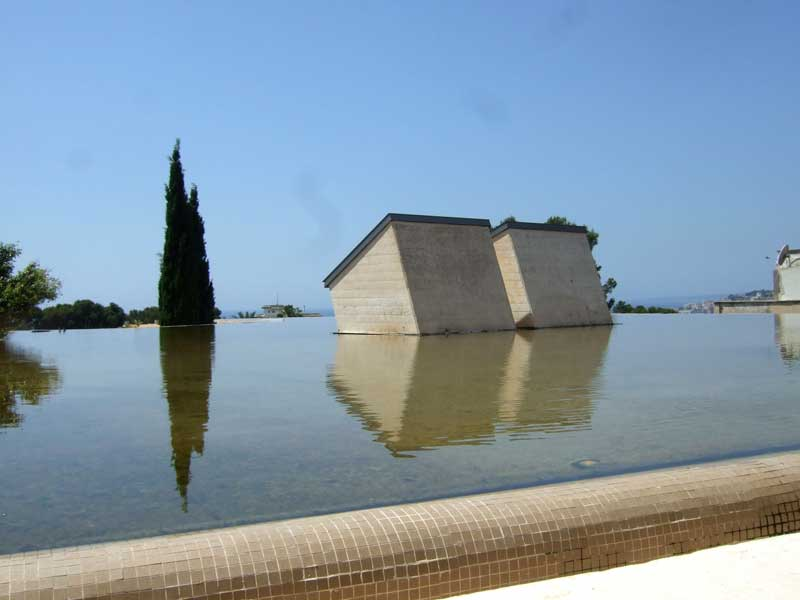
Toiture de la Fondation de Palma

La Fondation se divise en trois espaces principaux :
- Édifice Moneo
- Grand atelier Sert
- Petit atelier ‘’Son Boter’’

## Collection
La collection de la Fondation a ses origines dans un don que fit l’artiste, le 7 mars 1981. À cette date, il légua[Comment ?] à la fois le bâtiment et de nombreuses œuvres, peintures, dessins, sculptures, graphiques et un important fonds documentaire.
La collection compte 118 peintures sur toile, 275 œuvres de techniques mixtes, 1512 dessins et 35 sculptures. S’y ajoutent 700 œuvres « graphiques ». Ce sont des travaux réalisés entre 1908 et 1981 bien que la majorité soit postérieure à 1960.
La collection du musée possède également des œuvres d’autres artistes de la lignée de Miro ou de ses amis : Arroyo, Canogar, Chagall, Chillida, Guerrero, Guinovart, Gordillo, Hernández Pijuan, Rueda, Millares, Mompó, Muñoz, Ràfols Casamada, Saura, Sempere, Tàpies i Wolf Vostell, entre autres.

### Fonds documentaire
Le musée possède un important fonds documentaire, la correspondance de Miro, une hémérothèque, des photographies, des livres de la bibliothèque personnelle du peintre. Il compte 800 lettres, 5000 documents dans l'hémérothèque.

## Services
La fondation dispose d'une bibliothèque spécialisée dans l’art contemporain et surtout sur les thèmes associés à Joan Miró. Elle peut contenir jusqu’à 17 000 documents, et la croissance de son fonds est continue.